# Oskar Böhr
Oskar Böhr war ein deutscher Fußballspieler.

## Karriere
Böhr gehörte dem Berliner FC des Nordens an, der im Jahr 1906 mit dem FC Norden-West Berlin zum FC Norden-Nordwest Berlin fusionierte. Die vom Märkischen Fußball-Bund organisierte Meisterschaft gewann er als Abwehrspieler mit seiner Mannschaft 1906 mit zwei Punkten vor dem bis dahin amtierenden Meister BTuFC Allemannia 90. Aufgrund dieses Erfolges war seine Mannschaft als Teilnehmer an der Endrunde um die Deutsche Meisterschaft qualifiziert. Doch zum Auftakt am 22. April 1906 verlor er mit ihr mit 1:9 beim VfB Leipzig, dem späteren Deutschen Meister.

## Erfolge
- Teilnehmer an der Endrunde um die Deutscher Meisterschaft 1906
- Märkischer Meister 1906